# Dipentodontaceae
Dipentodontaceae Merr., 1941 è una famiglia di piante angiosperme dell'ordine Huerteales.

## Tassonomia
La famiglia comprende i seguenti generi:
- Dipentodon Dunn (1 specie)
- Perrottetia Kunth (20 spp.)